# شهرستان بومن (داکوتای شمالی)
شهرستان بومن، داکوتای شمالی (به انگلیسی: Bowman County, North Dakota) یک سکونتگاه مسکونی در ایالات متحده آمریکا است که در داکوتای شمالی واقع شده‌است.

## خصوصیات
شهرستان بومن ۳٬۰۲۲٫۵۳ کیلومترمربع مساحت دارد.